# Mario Tenorio
Mario Segundo Tenorio Landazuri (21 agosto 1957) è un ex calciatore ecuadoriano, di ruolo attaccante.

## Carriera

### Club
Ha sempre giocato nel campionato ecuadoriano, in particolar modo, per cinque anni, nel Barcelona Sporting Club.

### Nazionale
Con la maglia della nazionale giocò 17 partite e prese parte a due edizioni della Copa América.

## Palmarès

### Club

#### Competizioni nazionali
- Campionato ecuadoriano: 3

Barcelona SC: 1980, 1981, 1985